# The Lapse
The Lapse was een indierockband, die na het uiteenvallen van The Van Pelt werd opgericht door Chris Leo en Toko Yasuda. De band ging in 2001 uit elkaar, waarna Yasuda zich bij Enon voegde. Chris Leo ging deel uitmaken van Vague Angels.

## Discografie

### Albums
- Betrayal! (Gern Blandsten) (1998)
- Heaven Ain't Happenin' (Southern Records) (2000)

### Live video
- PUNKCAST#314 @ Mighty Robot, Brooklyn - Aug 22 2003. (Realplayer)